# Természetes büntetés
Természetes büntetés Rousseau-tól származó büntetési elv. Szerinte a büntetésnek az elkövetett cselekedet természetes következményének kell lennie. Ezt a természetelvű pedagógiában gyökerező módszert követendő alternatívaként állítja szembe az elterjedt testi fenyítéssel éppúgy, mint a gyermek értelmére apelláló meddő okoskodással. Rousseau hisz a természetes büntetés nevelő erejében. Következetesen akarja alkalmazni még akkor is, ha ez a büntetés a gyerek számára fizikai veszélyek forrásává válhat: „Betöri szobája ablakát? Hadd fújjon rá a szél éjjel-nappal anélkül, hogy törődnétek meghűlésével, mert inkább legyen náthás, mint bolond!” (Rousseau: Emil vagy a nevelésről. Budapest, 1978. 72.)